# Distretto di Prang Ku
Il distretto di Prang Ku (in thailandese: ปรางค์กู่) è un distretto (amphoe) della Thailandia, situato nella provincia di Sisaket.